# Нетонжково
Нетонжково (пол. Nietążkowo, нім. Nitsche) — село в Польщі, у гміні Сміґель Косцянського повіту Великопольського воєводства.
Населення — 552 особи (2011).
У 1975-1998 роках село належало до Лешненського воєводства.

## Демографія
Демографічна структура станом на 31 березня 2011 року:
|          | Загалом | Допрацездатний вік | Працездатний вік | Постпрацездатний вік |
| -------- | ------- | ------------------ | ---------------- | -------------------- |
| Чоловіки | 262     | 57                 | 186              | 19                   |
| Жінки    | 290     | 58                 | 181              | 51                   |
| Разом    | 552     | 115                | 367              | 70                   |